# 14-та повітряна армія (СРСР)
Чотирна́дцята пові́тряна а́рмія (14 ПА) — авіаційне об'єднання, повітряна армія військово-повітряних сил СРСР під час німецько-радянської війни.

## Історія
Сформована 15 серпня 1942 року на підставі наказу НКО СРСР від 27 липня 1942 на базі управління та частин ВПС Волховського фронту 2-го формування у складі 278-ї і 279-ї винищувальних, 281-ї штурмової і 280-ї бомбардувальної авіадивізій.
У жовтні брала участь у Синявінській наступальній операції.
У січні 1943 року повітряна армія підтримувала війська фронту в ході стратегічної операції з прориву блокади Ленінграда. У липні-серпні того ж року забезпечувала їх дії в Мгинській наступальній операції.
У січні-лютому 1944 року її з'єднання брали участь в розгромі німецьких військ під Ленінградом і Новгородом в ході Новгородсько-Лузькой наступальної операції.
15 лютого 1944 року повітряна армія включена до складу Ленінградського фронту. Наприкінці місяця її управління виведене в резерв Ставки ВГК, а війська передані в підпорядкування командувачеві 13-ї повітряної армії.
24 квітня 14-та повітряна армія в новому складі передана 3-му Прибалтійському фронту і в липні брала активну участь у Псковсько-Островській наступальній операції.
Успішно діяли з'єднання і частини повітряної армії в боях за визволення Прибалтики (у серпні-вересні в Тартуській, а у вересні-жовтні Ризькій операціях).
17 жовтня 1944 р. повітряна армія перепідпорядкована 2-му Прибалтійському фронту.
27 листопада 1944 р. її управління виведене в резерв Ставки ВГК, а з'єднання й частини передані в інші повітряні армії.
1 травня 1945 р. 14-та повітряна армія — розформована.
За роки Другої світової війни воїни армії здійснили понад 80 тис. літако-вильотів. Орденами і медалями нагороджено 8255 чоловік, 32 присвоєно звання Героя Радянського Союзу.

## Склад
- 2 вак (01.43 — ?);
- 1 бак (01.02.43 — 21.02.43);
- 278 винищувальна авіаційна дивізія (вад) (08.08.42 — 10.42);
- 279 вад (08.42 — середина лютого 1943);
- 269 вад (07.43 — 26.02.44 та 04.44 — 12.44);
- 336 вад (09.44);
- 330 вад (07.44 — 10.44);
- 280 бад (08.42 — ?);
- 232 шад (01.43 — сер.02.43);
- 281 шад (08.42 — 04.44);
- 305 шад (1944);
- 742 орап (08.43 — 02.44 та 04.44 — 02.45);
- 658 нбап (08.42 — 12.42);
- 660 зап (01.43);
- 662 зап (08.42 — 04.43);
- 689 зап (06.42 — 03.43);
- 691 зап (08.42 — 12.42);
- 696 зап (11.42 — 03.43);
- 935 зап (01.43);
- 254 вап (08.03.43 — 07.43);
- 524 вап (09.42 — 10.42);
- 16 онтап (07.42 — ?);
- 844 отап (07.42 — 26.11.44);
- 8 одрае (15.08.42 — 03.11.43);
- 33 оаес (07.42 — ?);
- 28 окрае;
- 44 окрае.

## Командування
- Командувачі:
  - генерал-майор авіації, з листопада 1944 генерал-лейтенант авіації Журавльов І. П. (27 липня 1942 — 25 червня 1945) (ноябрь 1942 — до кінця війни).
- Члени військової ради:
  - бригадний комісар, з 5 грудня 1942 полковник Горський І. М. (27 липня 1942 — 8 грудня 1942);
  - полковник Шаповалов М. І. (8 грудня 1942 — 26 листопада 1944).
- Начальники штабів:
  - полковник Морунов І. С. (27 липня 1942 — січень 1943);
  - полковник Абрамов Н. П. (січень 1943 — до кінця війни).